# مؤيد شتات
مؤيد شتات (ولد 28 يوليو 1984 في قطر) رجل أعمال أردني الجنسية ارتبط اسمه بكرة القدم وبالدوري الإسباني على وجه الخصوص. شغل منصب نائب رئيس نادي ملقا لكرة القدم وقد تم اختياره مؤخرا من قبل شركة سكاي لاين إنترناشيونال لقيادة مشروع تم تصميمه لنادي إلتشي الإسباني. سيتولى مؤيد شتات منصب الرئيس التنفيذي للشركة ذات رأسمال بريطاني قطري.

## المسيرة المهنية
بعد حصوله على درجة البكالوريوس في الاقتصاد سنة 2005 من جامعة العلوم التطبيقية بعمان الأردنية ، بدأ العمل في الإشراف وتطوير مشاريع كبيرة في الإمارات العربية المتحدة وقطر.
تم تعيين مؤيد شتات، في 2015، القنصل الفخري لبرلمان البرازيل في الشرق الأوسط وحصل في فبراير 2016 على لقب الدكتوراة الفخرية في إدارة الأعمال الدولية المالية منحته إياه جامعة كاريزما الدولية.

## نادي ملقا
تم تعيين مؤيد شتات، سنة 2012، مديرا تنفيذيا لنادي ملقا لكرة القدم من قبل مالكه عبد الله بن ناصر آل ثاني. شغل المنصب منذ ذلك الحين وإلى أن قدم استقالته في 2015. وصل شتات إبان فترة كان يمر فيها النادي بأزمة مؤسسية أخذ بزمامها وقام بإعادة هيكلة اقتصادية عميقة مساهما بذلك في تأسيس نموذج إدارة مستدامة وتكييف النادي مع القواعد الجديدة للسيطرة الاقتصادية. وبفضل إدارته كرئيس تنفيذي، بلغ نادي ملقا أفضل إنجاز تاريخي له على المستوى الرياضي بحيث تأهل لدوري أبطال أوروبا وبلغ ربع نهائي المنافسة.

## نادي إلتشي
يتولى مؤيد شتات حاليا منصب مدير مشروع إلتشي الذي صممته شركة سكاي لاين أنترناشيونال للنادي الإسباني.